# Кеннет Элфорд
Фредерик Джозеф Рикеттс (англ. Frederick Joseph Ricketts; 21 февраля 1881 — 15 мая 1945 года) — британский композитор, автор маршей для оркестра. Сочинял музыку под псевдонимом Кеннет Элфорд (англ. Kenneth J. Alford). Служил капельмейстером в Британской армии и музыкальным директором в Королевской морской пехоте. Дирижёр Вивиан Данн называл Рикеттса «королём британского марша». Рикеттс часто использовал при оркестровке саксофон, что способствовало включению этого инструмента в постоянный состав военных оркестров.

## Ранние годы и образование
Рикеттс родился 21 февраля 1881 года в приходе Шадуэлл лондонского Ист-Энда. Был четвёртым ребенком в семье Роберта Рикеттса и Луизы Рикеттс (урожденной Элфорд). По рождению считался кокни, его лондонскую родословную можно проследить до начала XVIII века: его отец был торговцем углем в Рэтклиффе на северном берегу Темзы возле Лаймхауса. 9 декабря 1884 в семье родился пятый ребёнок, Рэндольф Робджент, который, как и его старший брат, впоследствии стал известным в военно-музыкальных кругах под псевдонимом Лео Стэнли. Отец Рикеттса умер, когда ему было семь лет, мать его умерла, когда ему было четырнадцать. Его раннее музыкальное обучение заключалось в игре на фортепиано и органе и работе в качестве певчего в приходской церкви Святого Павла, которая сохранилась до сих пор. Живя в лондонском Ист-Энде, он часто слушал выступления уличных музыкантов, в том числе немецких групп и ранних оркестров Армии спасения. Очарованный звучанием инструментов, сирота Рикетс решил, что наилучшее будущее для него связано с военным оркестром. На протяжении всей жизни Рикеттса семья и друзья называли будущего композитора Джо.

## На службе
Рикеттс записался в Королевский ирландский полк в 1895 году. Он был зачислен в оркестр и принято считать, что при этом соврал о своем возрасте, указав в качестве даты рождения 5 марта 1880 года. В 1895 году истинный возраст Рикеттса был 14 лет начиная с 21 февраля, а после 1876 статус мальчиков-солдат в армии был чётко определенными. Мальчиков зачислялись с возраста 14 полных лет в музыканты, барабанщики, портные, сапожники, ремесленники или клерки. Рикеттсу не было нужды прибавлять год к своему возрасту, но на протяжении всей военной службы в качестве даты его рождения указывалось 5 марта 1880 года. Всеобщий любимец, полный амбиций, способный ученик, он за несколько месяцев освоил корнет и вошёл в состав полкового оркестра. Вместе с полком он отправился сначала в Лимерик в Ирландии, а затем в Индию. Рикеттс использовал каждую свободную минуту, чтобы научиться играть на всех инструментах оркестра. Он был популярен среди солдат, так как умел исполнять на фортепиано различные мессы. В 15 лет он сочинил первое музыкально произведение — For Service Overseas. Эта вещь никогда не была опубликована. В 1903 году, по окончании семилетнего срока службы служба, командир Королевского ирландского полка и по совместительству военный дирижёр Дж. Филлипс рекомендовал Рикеттса к поступлению на дирижёрский курс в Королевской военно-музыкальной школе в Туикнеме, Миддлсекс, на окраине Лондона. Подобная рекомендация была необычной для 23-летнего музыканта и являлась доказательством его мастерства.

## В Королевской военно-музыкальной школе
К двухлетней программе обучения Рикеттс приступил летом 1904 года. Программа была насыщенной: в первый год студенты получали фундаментальные знания гармонии, контрапункта, инструментовки, композиции и аранжировки, развивали музыкальный слух.Занятия обычно вёл студент последнего года обучения. Наряду с теорией, будущие капельмейстеры были обязаны освоить азы игры на инструментах и сдать экзамен по пяти деревянным и пяти медным духовым инструментам, имевшимся в обычном военном оркестре. Кроме того, существовали различные оркестровые практики, летние выступления перед публикой и в дополнение строго соблюдалась военная дисциплина. На второй год приглашались высококвалифицированные профессора по каждому предмету, часто из Королевского колледжа музыки или практикующие музыканты. Этот год завершался конкурсом по аранжировке, композиции (для концертного оркестра и духового оркестра), дирижированию и церковной музыке (дирижирование и сочинение органных прелюдий и псалмов). После этого студенты-выпускники ожидали присвоения звания уорент-офицера 1 класса и назначения дирижёром в один из военных оркестров. Обычно те, кто лучше сдавал экзамены, первыми получали назначение, однако, если в течение нескольких месяцев должна была открыться вакансия в одном из оркестров высшего класса, музыкальный директор мог придержать назначение выпускника специально для этой должности. Рикеттс преуспел в учёбе, но как ни странно, не выиграл мартовский конкурс, хотя ходили слухи, что победитель, У. В. Ричардс, выступил с ещё одним маршем, сочинённым Рикетсом. Этот марш назывался Namur, в честь сражения Королевского ирландского полка (что, безусловно, не было совпадением, хотя Ричардс также служил в Королевском ирландском полку), и был опубликован Ричардсом в 1908 году под его собственным именем. Марш несёт все признаки, присущие сочинениям Рикеттса.
Окончив Королевскую военно-музыкальную школу в 1906 году, Рикеттс ещё два года оставался в ней в качестве органиста капеллы и помощника музыкального директора, лейтенанта (позже лейтенант-полковника) Артура Стреттона. Хотя пост капельмейстера школы не был учреждён до 1949 года, Рикеттс по сути всё это время исполнял его обязанности. В 1929 году школа внедрила дополнительный сертификат для квалифицированных дирижёров (хотя для его получения нужно было сдавать более сложный экзамен), которым задним числом были награждены те, кто, как считалось, ранее продемонстрировал достижения более высокого уровня или ушли в отставку до 1929 года. Рикеттс был одним из тех, кто был удостоен этой почести, что позволяло ему использовать буквы "psm" («pass, school of music») после имени. Младший брат Рикеттса, Рэндольф, прошёл предварительное годичное обучение в школе для повышения уровня игры на своём музыкальном инструменте, а затем поступил в 1900 году на дирижёрский курс. Он окончил школу в 1913 году и стал капельмейстером 2-го батальона Эссекского полка, где служил до 1925 года. В 1926 году он перешёл в оркестр Королевского сигнального корпуса, в котором оставался вплоть до выхода на отставку в 1938 году. Он сочинял марши и другие оркестровой музыки под псевдонимом Лео Р. Стэнли (Leo R. Stanley).

## Капельмейстер
В 1908 году Рикеттс, наконец, получил сназначение в военный оркестр. Он получил должность капельмейстера во 2-м батальоне Аргайл-сатерлендского хайлендского полка, присоединившись к нему в Колонии Оранжевой реки, существовавшей на сегодняшней территории ЮАР. Командир попросил его сочинить новый полковой марш для аргайлцев, в результате появился The Thin Red Line, на основе двух тактов полкового сигнала горна. Название (ставшее устойчивым выражением) возникло из журналистского описания красной формы аргайлцев, которые выстроились в линию и сдержали атаку русской кавалерии в битве при Балаклаве во время Крымской войны. Марш не был опубликован до 1925 года.
Рикеттс мечтал сочинять музыку. Проблема была в том, что кадровым офицерам и уорент-офицерам 1 класса было предосудительно заниматься коммерческой гражданской деятельностью. Рикеттс нашёл выход: он стал публиковаться под псевдонимом Кеннет Джозев Элфорд (Kenneth Joseph Alford), который был составлен из имени старшего сына (Кеннет), его собственного второго имени (Джозеф) и девичьей фамилии матери (Элфорд). Первым маршем, подписанным этим именем, стал Holyrood. В июле 1911 года, 2-й батальон и оркестр аргайлцев прибыл в Эдинбург для исполнения обязанностей по охране Холирудского дворца (эдинбургской резиденции монарха) во время визита в шотландскую столицу короля Георга V и королевы Марии. Чтобы сохранить память об этом событии, Рикеттс сделал набросок марша на обороте конверта во время одного из бесконечных ожиданий, связанных со службой. Марш был опубликован в 1912 году в Лондоне.

## Первая мировая война
За несколько недель до начала Первой мировой войны 2-й батальон аргайлцев и оркестр были расквартирована в Форт-Джордж на северо-востоке Шотландии, в девяти милях от города Инвернесс. Именно здесь Рикеттс сочинил свой самый знаменитый марш Colonel Bogey. Хотя есть несколько версий о том, как это произошло, наиболее признанной является изложенная в записке 1958 года вдовы композитора издателям:
Во время игры в гольф в Форт-Джордже, один из участников просвистел первые две ноты: си-бемоль и соль — вместо оклика «Мяч!» (Fore!), на что мой муж немедленно ответил ещё несколькими нотами... Эти обрывочные свисты превратились в быстрый марш.
Свистел ли первым полковник? Узнать это вряд ли удастся, но определённый намёк даёт название.
Вскоре после начала военных действий взрослые музыканты большинства военных оркестров были задействованы в качестве санитаров. Рикеттс и группа несовершеннолетних музыкантов аргайлского полка были размещены в 3-м (резервном) батальоне в Эдинбург на всё время войны. В это время Рикеттс написал несколько маршей, посвященных сражающимся войскам: The Great Little Army (1916), On The Quarter Deck, The Middy, The Voice of the Guns (1917), The Vanished Army с подзаголовком «They Never Die» (1919). К концу войны молодые музыканты подросли и, по мнению многих, стали самым лучшим полковым оркестром в Британской армии. Рикеттс заслужил необычное поощрение: упоминание в донесениях.
1920-е годы стали самым ярким моментом для оркестра 2-го батальона. Под руководством Рикеттса он стал популярен среди публики лондонских парков, приморских курортов и прочих мест, где проходили выступления. В 1925 году оркестр 2-го батальона совершил шестимесячные гастроли по Новой Зеландии, где играл на выставке Новой Зеландии и Южных морей. Именно там Рикеттс написал марш Dunedin (опубликован в 1928 году), а по пути обратно в Соединенное Королевство через Панамский канал, сочинил марш Old Panama (опубликован в 1929 году). Популярность Рикеттса была такой, что когда в 1927 году он передавал свой пост Чарльзу Смарту Биту, 15 000 человек пришли пожелать ему успехов.

## Из армии на флот
В 1921 году наставник Рикеттса в Королевской военно-музыкальной школе, подполковник Артур Стреттон, объявил о своей отставке из армии и с поста музыкального директора школы. Поскольку Рикеттс имел достаточную выслугу лет, он также мог уйти в отставку и без ограничений принимать предложения от музыкальных коллективов, как военных, так и гражданских. Полковник Стреттон и старшие армейские чины, впечатлённые послужным списком Рикеттса, считали его лучшим преемником Стреттон. По причинам, которые лучше известны ему самому, Рикеттс отказался от предложения.
Возможно, к этому моменту он уже хотел стать дирижёром оркестра Королевской морской пехоты, хотя и хранил это в секрете. В этом же, 1921, году, открылась вакансия капельмейстера оркестра Плимутской дивизии, и Рикеттс отозвался на неё, отклонив приглашение Королёвской военно-музыкальной школы. Он прошёл собеседование и получил одобрение. Но оставалось одно препятствие: нынешний капельмейстер О'Доннелл собирался стать музыкальным директором оркестра Гвардейских гренадеров в связи с уходом предыдущего директора в отставку. О'Доннелл получил поддержку принца Уэльского, c которым в качестве дирижёра совершил две поездки. Предполагая новое назначение О'Доннелла простой формальностью, морпехи сделали объявление о предполагаемой вакансии, на которую был утверждён Рикеттс.
Однако возражение выразил главный армейский капельмейстер, указавший на закон, которым запрещался перевод служащих Королевского флота и Королевской морской пехоты на армейскую должность. Возражение было поддержано, О'Доннел остался с гренадерами, а назначение Рикеттса отменили. В Королевской военно-музыкальной школе должность также была занята капитаном Гектором Адкинсом, и Рикеттс остался капельмейстером Аргайл-сатерлендского хайлендского полка ещё на шесть лет.
Этот случай раскрыл характер Рикеттса. Если бы он принял приглашение на должность музыкального директора Королевской военно-музыкальной школы, он наверняка сразу получил бы повышение в звании до лейтенанта, и, в конечном итоге, до лейтенант-полковника. Но его преданность оркестру была такой, что он отказался от положения и престижа, которые сулило назначение, чтобы получить место в Королевской морской пехоте в качестве капельмейстера в звании уорент-офицера 1 класса, точно таком же, которое он имел все 19 лет в прежнем полку.
В 1927 году Королевская морская пехота вновь открыла вакансию капельмейстера, и Рикетс снова подал заявку и был утвержден в должности. 4 июля 1927 года в звании лейтенанта он возглавил оркестр морской пехоты в Диле, графство Кент. В 1930 году он был переведён на должность капельмейстера в Плимутской дивизии, оркестр которой был ведущим у морпехов. Под управление Рикеттса оркестр стал всемирно известным, проведя гастроли в Париже и Канаде. Перед началом и во время Второй мировой войны оркестр сделал серию записей маршей Элфорла, позднее они были переизданы EMI на LP, а сейчас доступны на компакт-дисках. Альбом был озаглавлена «Король британского марша: Элфорд играет Элфорда». С 1935 по 1939 годы Рикеттс и оркестр Плимутской дивизии раз в две недели выступали на Би-би-си. В течение Второй мировой войны оркестр постоянно посещал военные лагеря и заводы. Занятость в это время привела к прерыванию композиторской деятельности Рикеттса, но он снова начал сочинять в 1941 году, создав марши By Land and Sea и Army of the Nile, а в 1942 году посвятил марш  Eagle Squadron американским лётчикам, участвовавших в боях вместе с королевскими ВВС. Но это были его последние марши.
31 декабря 1938 года Рикетс получил временное повышение до майора, а 4 июля 1942 года утверждён в этом звании.

## Личная жизнь
5 сентября 1907 года Фредерик Джозеф Рикеттс сочетался браком с Энни Луизой Холмс. У них было шесть детей: Кеннет (1909), Лео (1911), Шейла (1913), Паула (1916), Гордон (1918) и Хосе (1922).

## Смерть
Рикеттс ушёл в отставку 1 июня 1944 года из-за проблем со здоровьем и умер в своем доме в Рейгейте, графство Суррей, 15 мая 1945 года, после операции по поводу рака. Он отдал почти 50 лет службе короне. С 1907 по 1930 годы Рикеттс никогда не проводил больше двух лет на одном месте, и тем приятнее было его 14-летнее пребывания в Плимуте. Он стал известным и любимым в качестве руководителя оркестра королевских морских пехотинцев.

## Наследие
Марши Элфорда имели большую популярность, чем марши Суза, хотя оба композитора превосходно разбирались в классической музыке. Хотя Рикеттс известен своими маршами, он написал много других произведений: гимны, фантазии, юморески, соло для ксилофона и дуэты. Он часто сочетал знакомые мелодии с новыми композициями или накладывал одно на другое. Его частое использование саксофона сыграло свою роль во включении инструмента в военные оркестры. Также Рикеттсу приписывают первые аранжировки для волынки с военным оркестром. Как и Суза, он обладал удивительной памятью и, как правило, дирижировал без нот. Высшие должностные лица прислушивались к его мнению, что Рикеттс использовал на пользу оркестру. Он поддерживал высокий моральный дух и, можно сказать, семейную атмосферу. Его любили, а он был готов выслушивать мнения оркестрантов. Рикеттса помнят по многим причинам, и сочинённые им марши играют в этом не последнюю роль. Тренировочный центр Королевской морской пехоты в Лимпстоне носит имя «Рикеттс-Холл». Столетний день рождения композитора в 1981 году был отмечен серией концертов в Альберт-холле и в Плимуте. Рикеттс не получил признания со стороны британского истеблишмента, не был принят ни в Орден Британской империи, ни Викторианский орден, при этом в одиночку создал британскую военную музыку, признанную во всем мире.

## Список маршей
- The Thin Red Line (1908)
- Holyrood (1912)
- The Vedette (1912)
- Colonel Bogey (1914)
- The Great Little Army (1916)
- On the Quarter Deck (1917)
- The Middy (1917)
- The Voice of the Guns (1917)
- The Vanished Army (1918)
- The Mad Major (1921)
- Cavalry of the Clouds (1923)
- Dunedin (1928)
- Old Panama (1929)
- HM Jollies (1929)
- The Standard of St George (1930)
- By Land and Sea (1941)
- Army of the Nile (1941)
- Eagle Squadron (1942)

## Другие опубликованные сочинения
- Valse Riviera (1912)
- Thoughts - вальс (1917)
- A Musical Switch - юмореска (1921)
- The Two Imps - дуэт ксилофонов (1923)
- The Lightning Switch - фантазия (1924)
- Mac and Mac - дуэт ксилофонов (1928)
- Wedded Whimsies - юмористическая фантазия для фортепиано (1932)
- The Smithy - пасторальная фантазия 1933
- The Two Dons - дуэт ксилофонов (1933)
- Colonel Bogey on Parade - марш-фантазия (1939)
- The Hunt - рапсодия (1940)

## Неопубликованные сочинения
Классические и оперные аранжировки
- Мефистофель (Бойто)
- Сон в летнюю ночь (Мендельсон)
- Итальянское каприччио (Чайковский)
- Кармен (Бизе)
- Мадам Баттерфляй (Пуччини)
- Самсон и Далила (Сен-Санс)
- Орфей в аду (Оффенбах)
- 4-я часть, Симфония ми-минор «Из Нового Света» (Дворжак)
- Риголетто (Верди)
- Фауст (Гуно)
- Trumpet Voluntary and Air (Кларк)
- Фестиваль в марте из «Тангейзера» (Вагнер)
- Сказки Гофмана (Оффенбах)
- Трубадур (Верди)
- Полет валькирий (Вагнер)
- Лоэнгрин (Вагнер)
- Патетическая Симфония, 2-я часть (Чайковский)
- Венгерская рапсодия № 2 (Лист)
- Менуэт соль-мажор (Шуберт)
- Аида (Верди)
- Лючия ди Ламмермур (Доницетти)
- Ларго (Гендель)

Прочие сочинения
- August Bank Holiday 1914 (Alford)
- Bill the Bosun from the 'Drowsy Dustman Suite' (F. White arr. Alford))
- For Service Overseas - March (Ricketts)
- Ancient Scottish Melodies (traditional arr. Alford)
- Negro Melodies (traditional arr. Alford)
- Nursery Rhymes and Carols (traditional arr. Alford)
- Old English Airs (traditional arr. Alford)
- Ceremonial March on Purcell's Works (Purcell arr. Alford)
- Londonderry Air - Saxophone Quartet (traditional arr. Alford)
- Old English Air - Saxophone Quartet (traditional arr. Alford)
- Air on the G String - Saxophone Quartet (J.S. Bach arr. Alford)
- Bonnie Wee Thing - Cornet Solo (Alford)
- Walt Disney's Silly Symphony (various composers arr. Alford)
- Fantasia for Dunedin, New Zealand (Alford)